# Julia Sinning
Julia Sinning (Amstelveen, 18 oktober 1996) is een Nederlands model en actrice.

## Leven en carrière
Sinning werd geboren op 18 oktober 1996 en groeide op in Amstelveen maar verhuisde later naar Amsterdam. Ze is van Nederlandse en Indonesische afkomst. Sinning volgde het Amstelveen College in Amstelveen en volgde en voltooide ook de hbo-opleiding Communicatie aan de Hogeschool van Amsterdam.
Ze werkte bij Buck Agency en volgde de film actors academy Amsterdam (faaam) in Amsterdam. Daarnaast heeft ze een rol gehad in BNN's Schuldig of Niet En een figurantenrol in de Netflix serie ‘dirty lines’ in 2022. 
In 2021 werd ze winnaar van het gelijknamige de realityshow De Bachelor met Tony Junior als Bachelor. 
Op 29 augustus 2021 werd Sinning gekroond tot Miss Nederland 2021.
In 2025 deed Sinning mee aan De kwis met ballen.